# Gudenå
El Gudenå és el riu de la península de Jutlàndia, els seus 176 km el fan el més llarg de Dinamarca, però no és el més cabalós, aquest honor correspon al riu Skjern. La conca hidrogràfica drenada pel Gudenå i els seus afluents tributaris té una superfície de 2.643 km².
El Gudenå neix a Tinnet Krat, al municipi de Vejle, a 65 metres d'altura, i al llarg del seu recorregut fins a desguassar al fiord de Randers, travessa ciutats ben conegudes com a Ry, Silkeborg, Bjerringbro, Langå o Randers.
A l'estiu està permès navegar en canoa des de Tørring, més enrere el riu és massa estret per a la navegació, a més és il·legal atès que la capçalera és una zona protegida. Cada mes de setembre se celebra una cursa de caiacs de 120 km entre Skanderborg i Randers, travessant els llacs Skanderborg i Mossø per arribar al Gudenå.